# Condor (Braunschweig)
Condor is een Duits historisch merk van motorfietsen.
Ze werden gemaakt door Karl Bude in Braunschweig in 1953 en 1954.
Dit was een klein bedrijf dat een klein aantal scooter-achtige motorfietsjes met 48cc-blok bouwde.